# Mörbylånga (commune)
La commune de Mörbylånga est une commune suédoise du comté de Kalmar située dans la moitié sud de l'île d'Öland. 13 405 personnes y vivent. Son siège se situe à Mörbylånga.
La municipalité actuelle, qui constitue la partie sud d'Öland, a été créée en 1974. Les dix-huit entités d'origine (1863) ont été regroupées en trois unités plus grandes lors de la réforme nationale de 1952. Ottenby a été fusionné avec Mörbylånga en 1967 et Torslunda a été ajouté en 1974.
La municipalité de Mörbylånga contient plusieurs vestiges anciens, tout comme la municipalité de Borgholm, dans le nord de l'Öland. Au total, l'Öland compte une vingtaine de forteresses. La plus remarquable dans le sud de l'Öland est la forteresse d'Eketorp.
Les parties méridionales de l'Öland contiennent certaines zones de faune et de flore. De nombreux oiseaux migrateurs s'y arrêtent en route vers le nord ou le sud. L'avant-poste le plus au sud, le phare Långe Jan (Tall John), est visité chaque jour par de nombreux ornithologues, car beaucoup d'oiseaux s'y rassemblent jusqu'à ce qu'ils s'envolent au-dessus de la mer. 

## Localités principales
- Algutsrum
- Arontorp
- Degerhamn
- Färjestaden
- Gårdby
- Grönhögen
- Kastlösa
- Mörbylånga
- Norra Möckleby
- Skogsby
- Vickleby